# Plaosan (Wates)
Plaosan is een bestuurslaag in het regentschap Kediri van de provincie Oost-Java, Indonesië. Plaosan telt 4059 inwoners (volkstelling 2010).